# Carl Lautenschläger (Mediziner)

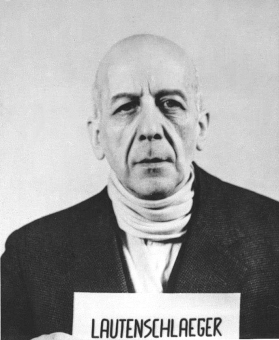
Lautenschläger während der Nürnberger Prozesse

Carl Ludwig Lautenschläger (* 27. Februar 1888 in Karlsruhe; † 6. Dezember 1962 ebenda) war ein deutscher Chemiker und Mediziner.

## Biografie
Lautenschlägers Vater war Architekt, seine Mutter Tochter eines Stuttgarter Verlagsbuchhändlers. Er verließ das Gymnasium ohne Abschluss und begann eine Ausbildung als Apotheker, die er 1907 mit dem staatlichen Vorexamen abschloss. Im Oktober 1908 begann er ein Studium der Pharmazie in Karlsruhe, wo er 1910 das Staatsexamen mit dem Prädikat sehr gut ablegte. Um eine Assistentenstelle bei dem damaligen Karlsruher Ordinarius für Chemie, Carl Engler, antreten zu können, musste er das Abitur nachholen. 1912 bestand er die Externenprüfung, kurz danach die Diplomprüfung in Chemie. Ende 1913 wurde er mit einer Dissertation über die Beziehungen zwischen Autooxidation und Polymerisation verschiedener ungesättigter Kohlenwasserstoffe promoviert.
Am Ersten Weltkrieg nahm er als Kriegsfreiwilliger teil, wurde jedoch bereits 1915 als dienstuntauglich entlassen. Im selben Jahr fiel sein älterer Bruder Erwin an der Westfront. Damit verlor er einen wichtigen Vertrauten, der im Zivilleben als Assistenzarzt am Universitätsklinikum in Frankfurt am Main gearbeitet hatte und für seine dortigen Forschungen mit Chemotherapeutika eine enge Zusammenarbeit mit seinem Bruder Carl angeregt hatte. Dieser begann daraufhin ein Medizinstudium in Heidelberg bei Albrecht Kossel sowie in Würzburg, um die Forschungen alleine fortzusetzen. Nach weiteren Studien in Freiburg legte er 1919 in Erlangen sein medizinisches Staatsexamen ab. 1919 legte er in Freiburg die Prüfung zum Dr. med. mit summa cum laude ab.
1919 wurde er auf eine Professur für pharmazeutische Chemie an der Universität Greifswald berufen, wo er sich jedoch nicht wohlfühlte. Im Oktober 1920 wurde er auf Initiative Adolf Haeusers Leiter der pharmazeutischen Forschung der Farbwerke Hoechst in Höchst und gleichzeitig  Honorarprofessor an der Universität Frankfurt. Lautenschläger baute die biochemische und biologische Forschung in Höchst aus.
Nachdem die Farbwerke 1925 mit anderen Unternehmen zur I.G. Farbenindustrie fusioniert hatten, wurde Lautenschläger 1931 in den Vorstand berufen und 1934 in den Aufsichtsrat der Behringwerke in Marburg. Nach dem Tode des Höchster Werksleiters Ludwig Hermann am 31. Mai 1938 ernannte der Zentralausschuss der I.G. Lautenschläger zu seinem Nachfolger. Kurz zuvor, am 29. April 1938, beantragte er die Mitgliedschaft in die NSDAP und wurde rückwirkend zum 1. Mai 1937 aufgenommen (Mitgliedsnummer 6.086.459).
Im Zweiten Weltkrieg bekam Lautenschläger das Kriegsverdienstkreuz 1. Klasse verliehen und wurde 1942 Wehrwirtschaftsführer. 1943 lieferte das Werk Höchst Präparate für Pharmaversuche im KZ Buchenwald, bei denen Häftlinge vorsätzlich mit Fleckfieber infiziert wurden. Ein großer Teil der Versuchspersonen starb bei diesen Versuchen.  Lautenschläger hatte die klinischen Versuche zunächst gefordert, um zwei in Höchst entwickelte Wirkstoffe erproben zu können, ließ die Lieferungen aber einstellen, nachdem er aus den Berichten schließen konnte, dass die Versuche gegen Gesetze und medizinische Standesregeln verstießen.

## Nach Kriegsende
Lautenschläger blieb auch nach der Besetzung des Werkes Höchst durch amerikanische Truppen am 29. März 1945 im Amt. Er betrachtete sich als unbelastet und übernahm die Leitung der Entnazifizierung des Werkes. Bis Ende Juni veranlasste er die Suspendierung von 101 der etwa 4200 Beschäftigten, die als aktive Nationalsozialisten hervorgetreten waren.
Am 5. Juli 1945 beschlagnahmte die amerikanische Militärregierung das Vermögen der I.G. Farben in der amerikanischen Besatzungszone. Grundlage war die Allgemeine Anordnung Nr. 2 zum Militärregierungsgesetz Nr. 52. Am 7. Juli 1945 wurde Lautenschläger von der Militäradministration als Werksleiter entlassen, später auch weitere führende Mitarbeiter Lautenschlägers. Während der frühzeitig zu Lautenschlägers Nachfolger aufgebaute Karl Winnacker und der langjährige Chefingenieur und stellvertretende Werksleiter Friedrich Jähne später wieder führende Positionen bei dem Nachfolgeunternehmen Farbwerke Hoechst übernahmen, betrat Lautenschläger das Werk niemals mehr. Bis zu seiner Pensionierung Anfang der 1950er Jahre arbeitete er in einem pharmazeutischen Labor der I.G. Farben in Elberfeld. Danach kehrte er in seine Heimatstadt Karlsruhe zurück, wo er zurückgezogen lebte und am 6. Dezember 1962 starb.
In der Literatur wird seine persönliche Schuld in der Zeit des Nationalsozialismus unterschiedlich beurteilt, im Allgemeinen wird er als Mitläufer betrachtet, der sich den Erwartungen und Entscheidungen der nationalsozialistischen Führung rückhaltlos fügte. Im Gegensatz zu anderen Wirtschaftsführern galt er dem Gauleiter Jakob Sprenger als weltanschaulich gefestigt und als überzeugter Antisemit.
Im I.G.-Farben-Prozess arbeitete er anfangs mit den Anklagevertretern zusammen, verweigerte in der Verhandlung jedoch jede Aussage. Nach der Anklageerhebung legte sein Verteidiger Fritz Sauter aus Protest gegen die generalstabsmäßigen Planung der Verteidigung durch die Anwälte sein Mandat nieder. Hans Pribilla wurde anschließend Lautenschlägers Verteidiger.
Am 30. Juli 1948 sprach ihn das Gericht in allen fünf Anklagepunkte mangels Beweisen frei. Im Spruchkammerverfahren wurde er am 29. Dezember 1948 als Mitläufer eingestuft, nach seinem Einspruch am 19. Juni 1949 als entlastet. Lautenschläger sah sich selbst als Opfer und um sein Lebenswerk betrogen. In seinen 1952 geschriebenen Erinnerungen finden sich antisemitische Äußerungen über den Nürnberger Prozess und larmoyante Passagen, in denen er sich um die Früchte seiner Arbeit betrogen sah.
Mitarbeiter und Kollegen charakterisierten ihn als verschlossenen Einzelgänger. Karl Winnacker beschrieb ihn in seinen Erinnerungen als einen in seinem Fachwissen vergrabenen Gelehrtentyp, der als Werksleiter zu konfliktscheu und zu wenig durchsetzungsfähig und im Vorstand der I.G. Farben isoliert war. Wie sein Vorgänger Ludwig Hermann war Lautenschläger ein gläubiger, durch den pietistischen Hintergrund seiner Mutter geprägter Protestant. Seinen Urlaub pflegte er zusammen mit seiner Mutter in einem Erholungsheim der Inneren Mission in Langensteinbach zu verbringen. 1929 heiratete er 41-jährig eine damals 23 Jahre alte junge Dame aus gutem Hause, die er über seine Mutter kennengelernt hatte.